# Katie Snowden
Katie Snowden (* 9. März 1994 in London) ist eine britische Leichtathletin, die sich auf den Mittelstreckenlauf fokussiert.

## Sportliche Laufbahn
Erste internationale Erfahrungen sammelte Katie Snowden im Jahr 2011, als sie bei den Jugendweltmeisterschaften nahe Lille im 800-Meter-Lauf in 2:05,64 min den siebten Platz belegte. Anschließend siegte sie bei den Commonwealth Youth Games in 2:11,20 min den Titel, wobei sie für England an den Start ging. 2015 klassierte sie sich bei den U23-Europameisterschaften in Tallinn mit 2:03,45 min auf dem sechsten Platz und 2018 erreichte sie bei den Commonwealth Games im australischen Gold Coast erreichte sie im 1500-Meter-Lauf in 4:06,55 min Rang elf. 2021 gelangte sie bei den Halleneuropameisterschaften in Toruń über 1500 Meter ins Finale und belegte dort in 4:21,81 min den sechsten Platz. Mitte Juli wurde sie bei den Anniversary Games in Gateshead in 4:28,04 min Zweite über die Meile und startete anschließend über 1500 m bei den Olympischen Sommerspielen in Tokio und schied dort mit 4:02,93 min im Halbfinale aus. 
2022 erreichte sie bei den Weltmeisterschaften in Eugene das Halbfinale über 1500 Meter und schied dort mit 4:08,29 min aus, ehe sie bei den Commonwealth Games in Birmingham in 4:07,15 min den siebten Platz belegte. Im August wurde sie dann in 4:04,97 min Vierte bei den Europameisterschaften in München. Im Jahr darauf gelangte sie bei den Halleneuropameisterschaften in Istanbul mit 4:07,68 min auf Rang fünf. Im Juni siegte sie in 2:00,43 min über 800 Meter bei den Copenhagen Athletics Games und im August belegte sie bei den Weltmeisterschaften in Budapest in 3:59,65 min im Finale den achten Platz über 1500 Meter. 2024 wurde sie bei den Europameisterschaften in Rom in 4:06,83 min Neunte.
2023 wurde Snowden britische Meisterin im 1500-Meter-Lauf.

## Persönliche Bestzeiten
- 800 Meter: 1:58,00 min, 23. Juli 2023 in London
  - 800 Meter (Halle): 2:04,35 min, 26. Februar 2014 in Athlone
- 1000 Meter: 2:35,54 min, 18. August 2018 in Birmingham
  - 1000 Meter (Halle): 2:37,46 min, 25. Februar 2023 in Birmingham
- 1500 Meter: 3:56,72 min, 20. August 2023 in Budapest
  - 1500 Meter (Halle): 4:03,98 min, 11. Februar 2023 in New York City
- Meile: 4:25,72 min, 11. September 2022 in Zagreb
  - Meile (Halle): 4:21,19 min, 11. Februar 2023 in New York
  - 3000 Meter (Halle): 8:47,41 min, 4. Februar 2023 in Boston